# Atmosfera de Vênus
A atmosfera de Vênus (português brasileiro) ou Vénus (português europeu) compreende a camada de gases que recobre a superfície do segundo planeta do Sistema Solar. É muito mais densa e quente do que a terrestre: a temperatura na superfície é de 740 K (467 °C, 872 °F), enquanto que a pressão é de 93 bar. A atmosfera venusiana possui nuvens opacas compostas de ácido sulfúrico, o que tornam impossíveis as observações ópticas da superfície. Informações sobre a topografia foram obtidas exclusivamente por imagens de radar. Os principais gases atmosféricos são o dióxido de carbono e o nitrogênio. Outros compostos químicos estão presentes apenas em pequenos traços.
A atmosfera de Vénus está num estado vigoroso de circulação e super-rotação, e circula o planeta inteiro em apenas quatro dias terrestres, muito mais rápido que a rotação do planeta de 243 dias. Os ventos que produzem a super-rotação atingem velocidades de mais de 100 m/s (360 km/h) e se movem a uma velocidade 60 vezes maior que a rotação do planeta, enquanto que na Terra os ventos mais rápidos atingem de 10% a 20% da velocidade de sua rotação. Por outro lado, o vento fica cada vez mais lento conforme a elevação da superfície diminui, com a brisa mal chegando à velocidade de 10 km/h na superfície. Perto dos polos existem estruturas anticiclônicas chamadas vórtices polares. Cada vórtice possui dois olhos e apresenta um padrão de nuvens característico em forma de S.
Ao contrário da Terra, Vênus não possui campo magnético. Sua ionosfera separa a atmosfera do espaço sideral e do vento solar. Essa camada ionizada exclui o campo magnético solar, dando ao planeta um ambiente magnético distinto, chamado de magnetosfera induzida de Vênus. Gases leves, incluindo vapor de água, são continuamente levados pelo vento solar através da cauda magnética induzida. Especula-se que há quatro bilhões de anos a atmosfera de Vênus era parecida à da Terra, com água líquida na superfície. O efeito estufa pode ter sido causado pela evaporação da água superficial e aumento subsequente de gases do efeito estufa.
Apesar das condições extremas na superfície de Vênus, a pressão atmosférica e temperatura entre 50 km e 65 km acima da superfície do planeta são aproximadamente as mesmas da Terra, fazendo de sua atmosfera superior a área mais parecida à Terra no Sistema Solar, mais parecida com ela do que a superfície de Marte. Devido à similaridade em pressão e temperatura e o fato de que em Vênus o ar respirável (21% de oxigênio, 78% de nitrogênio) é mais leve que a atmosfera, foi proposto que a atmosfera superior pudesse ser um bom lugar para exploração e colonização.

## Estrutura e composição

### Composição

Gráfico de setores da atmosfera de Vênus. O gráfico da direita é uma visão expandida dos elementos que juntos não fazem nem um décimo de um por cento.

A atmosfera de Vênus é composta principalmente por dióxido de carbono, junto com uma pequena quantidade de nitrogênio e traços de outros elementos. A quantidade de nitrogênio na atmosfera é relativamente pequena comparada com a quantidade de dióxido de carbono mas como a atmosfera é muito maior que a da Terra, seu conteúdo de nitrogênio é aproximadamente quatro vezes maior, mesmo com o nitrogênio compondo cerca de 78% da atmosfera terrestre.
A atmosfera venusiana contém vários compostos em pequenas quantidades, incluindo alguns baseados no hidrogênio como cloreto de hidrogênio e fluoreto de hidrogênio, e também monóxido de carbono, vapor de água e oxigênio molecular. Foi teorizado que uma grande quantidade do hidrogênio foi perdida, com a maior parte do restante virando ácido sulfúrico (H2SO4) e sulfeto de hidrogênio. Subsequentemente, há muito pouco hidrogênio na atmosfera do planeta. A perda de uma grande quantidade de hidrogênio é provada pela alta relação D/H medida na atmosfera de Vênus. A relação é de 0,025, muito maior que o valor terrestre de 1,6×10−4. Além disso, a relação D/H na atmosfera superior do planeta é 1,5 vezes maior que na atmosfera inferior.
Em setembro de 2020, foi anunciado que a fosfina, um potencial biomarcador que indica a presença de vida, havia sido detectada na atmosfera venusiana. Nenhuma fonte abiótica conhecida presente no planeta poderia produzir fosfina nas quantidades detectadas.

### Troposfera

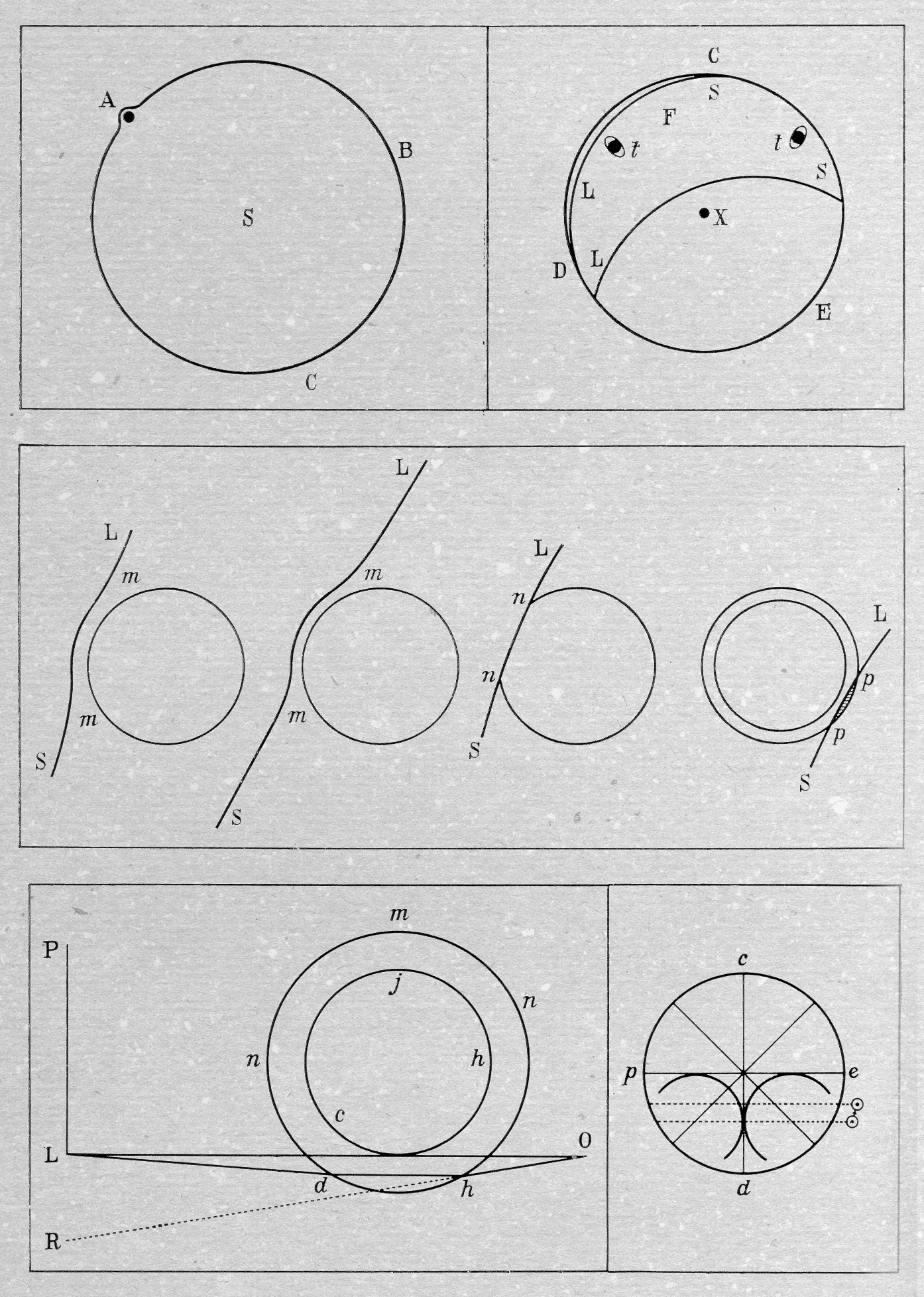
Desenho de Mikhail Lomonosov feito em 1761 em seu trabalho sobre a descoberta da atmosfera de Vênus.

A atmosfera de Vênus é dividida em algumas seções dependendo da altitude. A parte mais densa da atmosfera, a troposfera, começa na superfície e se estende a até 65 km de altura. Na superfície os ventos são lentos, mas no topo da troposfera a temperatura e a pressão ficam em níveis parecidos aos da Terra e as nuvens alcançam velocidades de 100 m/s.
A pressão atmosférica na superfície de Vênus é cerca de 92 vezes a terrestre, similar à pressão exercida a 910 metros abaixo da superfície dos oceanos. Ela tem uma massa de 4,8×1020 kg, cerca de 93 vezes a massa total da atmosfera da Terra. A pressão encontrada na superfície de Vênus é alta o suficiente para que o dióxido de carbono deixe de ser um gás, mas um fluido supercrítico. A densidade do ar na superfície é de 67 kg/m³, que é 6,5% a densidade da água líquida na Terra.
A maior quantidade de CO2 na atmosfera de Vênus juntamente com vapor de água e dióxido de enxofre cria um poderoso efeito estufa, aprisionando a energia solar e aumentando a temperatura superficial a 740 K (467 °C), mais quente que qualquer outro planeta no Sistema Solar, inclusive Mercúrio, apesar de estar localizado ao dobro de distância ao Sol e receber apenas 25% da energia solar que Mercúrio recebe. A temperatura média na superfície é acima do ponto de derretimento do chumbo (600 K, 327 °C), estanho (505 K, 232 °C), e zinco (693 K, 420 °C). A atmosfera grossa também deixa a diferença de temperatura entre o dia e a noite menor, mesmo que a lenta rotação retrógrada do planeta faça que um único dia solar dure 116,5 dias terrestres. A superfície de Vênus fica 58,3 dias na escuridão antes que o Sol nasça novamente atrás das nuvens.
|             |                  |                               |
| Altura (km) | Temperatura (°C) | Pressão atmosférica (x Terra) |
| 0           | 462              | 92,10                         |
| 5           | 424              | 66,65                         |
| 10          | 385              | 47,39                         |
| 15          | 348              | 33,04                         |
| 20          | 306              | 22,52                         |
| 25          | 264              | 14,93                         |
| 30          | 222              | 9,851                         |
| 35          | 180              | 5,917                         |
| 40          | 143              | 3,501                         |
| 45          | 110              | 1,979                         |
| 50          | 75               | 1,066                         |
| 55          | 27               | 0,5314                        |
| 60          | −10              | 0,2357                        |
| 65          | −30              | 0,09765                       |
| 70          | −43              | 0,03690                       |
| 80          | −76              | 0,004760                      |
| 90          | −104             | 0,0003736                     |
| 100         | −112             | 0,00002660                    |

Em Vênus a troposfera contém 99% da massa da atmosfera sendo que 90% da massa está localizada a até 28 km da superfície. Por comparação, 90% da atmosfera da Terra está localizada a até 10 km da superfície. A uma altura de 50 km a pressão atmosférica é aproximadamente igual à da superfície terrestre. No lado de Vênus onde é noite nuvens podem ser encontradas a até 80 km acima da superfície.
A área da troposfera venusiana mais similar à Terra está perto da tropopausa—a divisa entre a troposfera e a mesosfera. Está localizada um pouco acima de 50 km. De acordo com medições das sondas Magellan e Venus Express, a área entre 52,5 e 54 km tem uma temperatura entre 293 K (20 °C) e 310 K (37 °C), e a área a 49,5 km acima da superfície é onde a pressão fica igual à da Terra no nível do mar. Como naves tripuladas enviadas a Vênus seriam capazes de compensar as diferenças de temperatura até certo ponto, qualquer lugar de cerca de 50 a 54 km acima da superfície seria a melhor área para exploração ou colonização, onde a temperatura permitiria a existência de água líquida (entre 273 K (0 °C) e 323 K (50 °C)) e a pressão do ar estaria igual a regiões habitadas da Terra.

### Circulação
A circulação na troposfera de Vênus segue uma aproximação ciclostrófica. A velocidade de seu vento é determinada pelo balanço do gradiente de pressão e pelas forças centrífugas no fluxo zonal. Em contraste, a circulação na atmosfera terrestre é governada pelo balanço geostrófico. A velocidade do vento em Vênus pode ser medida diretamente somente pela atmosfera superior (tropopausa), em altitudes entre 60 e 70 km, que corresponde à cobertura das nuvens superiores. O movimento das nuvens geralmente é observado na parte ultravioleta do espectro, onde o contraste entre as nuvens é maior. A velocidade linear do vento nesse nível é de cerca de 100 ± 10 m/s em latitudes menores que 50°. O vento se move em direção retrógrada, assim como a rotação do planeta. Ele diminui rapidamente em direção a latitudes altas, eventualmente atingindo zero nos polos. Esses fortes ventos do topo da atmosfera causam um fenômeno conhecido como super-rotação da atmosfera. Em outras palavras, esses ventos rápidos circulam todo o planeta mais rapidamente que a rotação dele. A super-rotação de Vênus é diferencial, o que significa que a troposfera equatorial super-rotaciona mais lentamente que a troposfera em latitudes médias. Os ventos também têm um forte gradiente vertical. Eles declinam profundamente na troposfera em uma taxa de 3 m/s per km. Ventos próximos da superfície de Vênus são muito mais lentos que os da Terra. Eles se movem a apenas alguns quilômetros por hora (geralmente menos de 2 m/s com média de 0,3 a 1,0 m/s), mas devido à alta densidade da atmosfera na superfície, isso é suficiente para transportar poeira e pequenas pedras pela superfície, como uma lenta corrente de água.

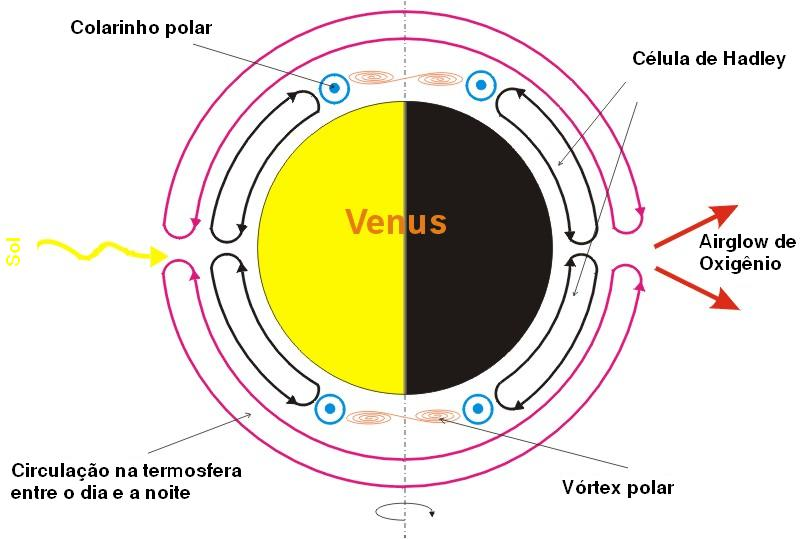
Componentes meridionais da circulação atmosférica de Vênus. A circulação meridional é muito menor que a circulação zonal, que transporta calor entre os lados do planeta.

Todos os ventos em Vênus são conduzidos por convecção. O ar quente sobe na zona equatorial, onde o aquecimento solar está concentrado, e vai para os polos. Esse fenômeno é chamado de circulação de Hadley. No entanto, o movimento de ar meridional é muito mais lento que ventos zonais. O limite polar da célula de Hadley em Vênus é próximo à latitude 60°. Nessa área o ar desce e volta ao equador abaixo das nuvens. Essa interpretação é suportada pela distribuição do monóxido de carbono, que é concentrado em latitudes próximas a 60°. Acima do limite polar da célula de Hadley um padrão diferente de circulação é observado. Em latitudes entre 60° e 70° há colares polares gelados, que são caracterizados por temperaturas de 30 a 40 K mais baixas que na troposfera superior em latitudes próximas. A baixa temperatura provavelmente é causada pelo afloramento do ar neles e pelo resfriamento adiabático resultante. Essa interpretação é suportada pelas nuvens mais altas e densas nos colares. As nuvens ficam em altitudes entre 70 e 72 km nos colares—cerca de 5 km mais alto que nos polos e latitudes baixas. Uma conexão pode existir entre os colares frios e os rápidos jatos de latitudes médias nos quais o vento atinge velocidades de 140 m/s. Jatos assim são uma consequência natural da circulação tipo Hadley e devem existir em Vênus entre latitudes de 55 a 60°.
Estruturas estranhas conhecidas como vórtices polares estão localizadas nos colares polares. Elas são tempestades gigantes parecidas com furacões quatro vezes maiores que seus análogos terrestres. Cada vórtice tem dois "olhos"—os centros de rotação, que são conectados por distintas estruturas de nuvens em forma de S. Estruturas assim de dois olhos também são chamadas de dipolos polares. Vórtices rotacionam em um período de três dias na direção da super-rotação geral da atmosfera. A velocidade linear do vento é de 35–50 m/s perto de suas bordar exteriores e zero nos polos. A temperatura no topo das nuvens nos vórtices polares é muito maior que nos colares polares próximos alcançando 250 K (−23 °C). A interpretação convencional dos vórtices polares é que eles são anticiclones com subsidência no centro e afloramento nos colares polares frios. Esse tipo de circulação assemelha-se aos vórtices anticiclônicos polares no inverno na Terra, especialmente o achado na Antártica. Observações indicam que a circulação anticiclônica observada perto dos polos pode penetrar a até 50 km de altitude, ou seja, até a base das nuvens. A troposfera superior polar e a mesosfera são extremamente dinâmicas; grandes nuvens brilhantes pode aparecer e desaparecer num período de tempo de algumas horas. Um evento assim foi observado pela sonda Venus Express entre 9 e 13 de janeiro de 2007, quando a região polar do sul ficou 30% mais brilhante. Esse evento provavelmente foi causado por uma injeção de dióxido de enxofre na mesosfera, que então condensou formando uma névoa brilhante. Os dois olhos nos vórtices ainda não foram explicados.
O primeiro vórtice em Vênus foi descoberto no polo norte pela missão Pioneer Venus Orbiter em 1978. A descoberta do segundo maior vórtice polar de dois olhos no polo sul de Vênus foi feita em junho de 2006 pela Venus Express.

### Atmosfera superior e ionosfera

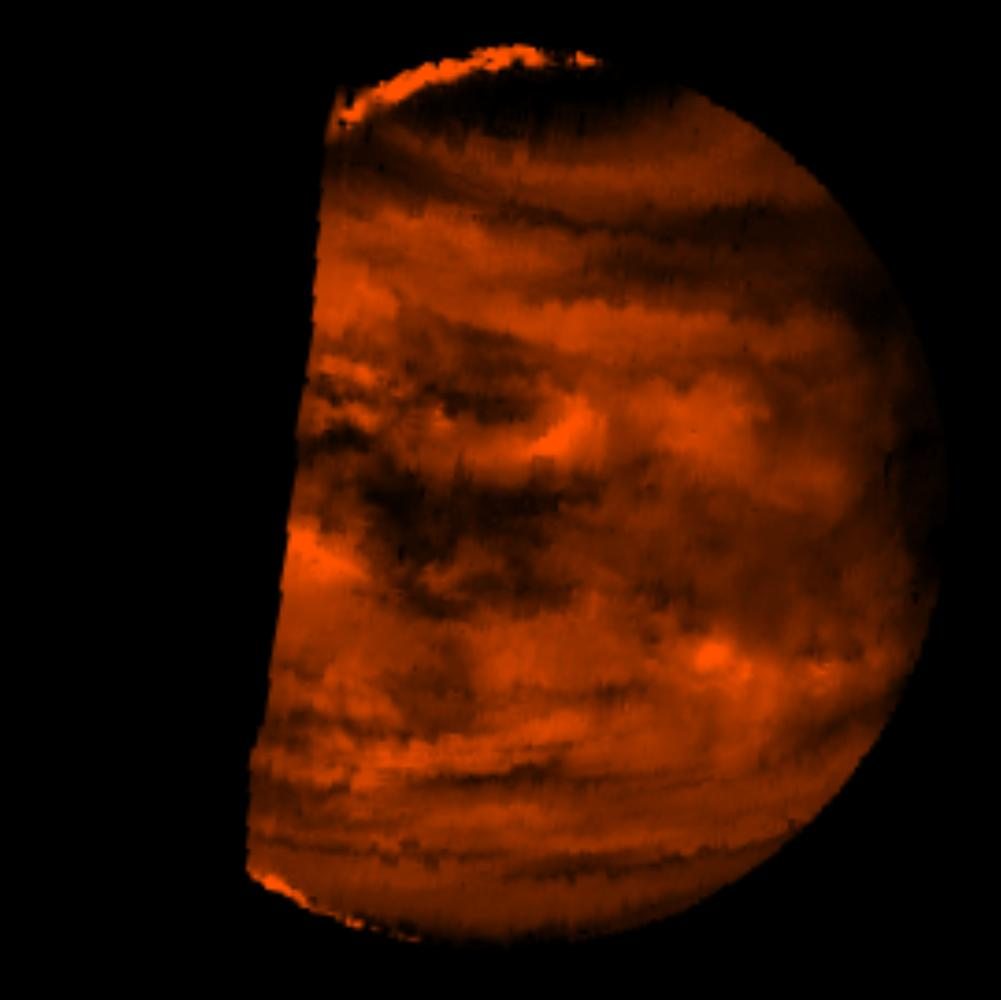
Imagem de falsa cor no infravermelho próximo (2,3 μm) da atmosfera profunda de Vênus obtida pela sonda espacial Galileo. Os pontos escuros são nuvens em silhueta com a quente atmosfera inferior emitindo radiação infravermelha termal.

A mesosfera de Vênus se estende de 65 km a 120 km de altura, e a termosfera começa a cerca de 120 km, eventualmente alcançando o limite superior da atmosfera (exosfera) de 220 a 350 km.
A mesosfera de Vênus pode ser dividida em duas camadas: a mais baixa entre 62 e 73 km nos polos (entre 65 e 67 km no equador) e a mais alta entre 73 e 95 km. Na primeira camada a temperatura é quase constante em 230 K (−43 °C). Essa camada coincide com a cobertura superior de nuvens. Na segunda camada a temperatura começa a diminuir novamente alcançando cerca de 165 K (−108 °C) à altitude de 95 km, onde a mesopausa começa. Ela é o lugar mais frio do lado diurno de Vênus. Na parte diurna da mesopausa, que está localizada entre a mesosfera e a termosfera entre 95 e 120 km, a temperatura aumenta para cerca de 300 a 400 K (27 a 127 °C). Em contraste o lado noturno de Vênus é o lugar mais frio do planeta com temperatura de 100 K (−173 °C). Ele também é chamado de criosfera.
O padrão de circulação na mesosfera superior e na termosfera de Vênus é completamente diferente do padrão na atmosfera inferior. Em altitudes entre 90 e 150 km o ar venusiano se move do lado diurno do planeta para o noturno, com afloramento no hemisfério virado para o Sol e e subsidência no hemisfério escuro. A subsidência no hemisfério noturno causa aquecimento adiabático do ar, que forma uma camada de calor na mesosfera noturna a altitudes entre 90 e 120 km. A temperatura dessa camada, 230 K (−43 °C), é muito maior que a temperatura típica achada no lado noturno da termosfera, 100 K (−173 °C). O ar do lado diurno também carrega átomos de oxigênio, que após recombinação formam moléculas de oxigênio no estado singleto (1Δg), que então emitem radiação infravermelha no comprimento de onda 1,27 μm. A radiação nessa altitude (entre 90 e 100 km) é frequentemente observada na Terra ou por sondas espaciais. A mesosfera superior noturna e a termosfera de Vênus são também a fonte de emissões não-ETL (equilíbrio termodinâmico local) de moléculas de CO2 e óxido nítrico, que são responsáveis pela baixa temperatura na termosfera noturna.
A sonda Venus Express mostrou através ocultações estelares que a névoa atmosférica se estende muito mais longe no lado noturno do que no diurno. No lado diurno a cobertura de nuvens tem uma espessura de 20 km e se estende a até 65 km, enquanto no lado noturno a cobertura de nuvens na forma de uma névoa fina alcança 90 km de altitude—bem para dentro da mesosfera, continuando a mais de 105 km como névoa mais transparente.
Vênus tem uma ionosfera estendida localizada em altitudes entre 120 e 300 km que quase coincide com a termosfera. Os altos níveis de ionização são mantidos somente no lado diurno do planeta. No lado noturno a concentração de elétrons é quase zero. A ionosfera de Vênus consiste de três camadas: a primeira entre 120 e 130 km, a segunda entre 140 e 160 km e a terceira entre 200 e 250 km. Pode haver uma outra camada perto de 180 km. O máximo número de elétrons em uma unidade de volume, 3×1011 m−3, é alcançado na segunda camada perto do ponto subsolar. O limite superior da ionosfera, a ionopausa, está localizado a altitudes entre 220 e 375 km e separa o plasma de origem planetária do plasma da magnetosfera induzida. O principal componente da primeira e da segunda camada é íon O2+, enquanto a terceira camada consiste de íons O+. O plasma ionosférico é observado em movimento; a fotoionização solar no lado diurno e a recombinação de íons no lado noturno são o principal processo para acelerar o plasma para as velocidades observadas. O fluxo de plasma parece ser suficiente para manter a ionosfera noturna no nível médio de densidade de íons.

## Magnetosfera induzida

Interação de Vênus com o vento solar. Componentes da magnetosfera induzida são mostrados.

Vênus não tem um campo magnético. O motivo para sua ausência é desconhecido, mas provavelmente está relacionado com a pequena velocidade de rotação do planeta ou com a falta de convecção no manto. O planeta tem somente uma magnetosfera induzida formada pelo campo magnético do Sol levado pelo vento solar. Esse processo pode ser entendido como o campo magnético encontrando um obstáculo, Vênus nesse caso. A magnetosfera induzida de Vênus tem um bow shock, magnetobainha, magnetopausa e magnetocauda.
No ponto subsolar o bow shock fica a 1900 km acima da superfície de Vênus (0,3 vezes o raio do planeta). Essa distância foi medida em 2007 durante um período de atividade solar baixa. Perto da atividade solar máxima essa distância pode ser várias vezes maior. A magnetopausa está localizada na altitude de 300 km. O limite superior da ionosfera (ionopausa) é a cerca de 250 km. Entre a magnetopausa e a ionopausa há uma barreira magnética, um reforço local do campo magnético, que impede que o plasma solar penetre mais profundamente na atmosfera, pelo menos em períodos de baixa atividade solar. O campo magnético na barreira alcança 40 nT. A magnetocauda continua a mais de dez vezes o raio de Vênus. Ela é a parte mais ativa da magnetosfera do planeta. Há eventos de reconexão e aceleração de partículas na cauda. A energia de elétrons e íons na magnetocauda têm cerca de 100 ev e 1 000 ev respectivamente.
Devido à falta de um campo magnético significativo em Vênus, o vento solar penetra profundamente na exosfera do planeta e causa perda considerável de atmosfera. A perda acontece principalmente através da magnetocauda. Atualmente os principais tipos de íons perdidos são O+, H+ e He+. A taxa de perda de hidrogênio para oxigênio é de cerca de 2 (ou seja quase estequiométrica), indicando a perda contínua de água.

## Nuvens
As nuvens venusianas são abundantes e compostas por dióxido de enxofre e gotas de ácido sulfúrico, e refletem aproximadamente de 75% a 85% da luz solar, o que deixa a superfície do planeta obscura para observação regular. A refletividade das nuvens faz que a quantidade de luz refletida para cima seja quase a mesma recebida do sol, e uma sonda explorando o topo das nuvens receberia a energia solar quase tão bem quanto acima, permitindo que células solares possam ser ajustadas em qualquer ponto.
A cobertura das nuvens é tão reflexiva que pouca luz consegue penetrar até a superfície, e o nível de luminosidade nela é em torno de 5 000–10 000 lux com uma visibilidade de três quilômetros. Com este nível pouca ou nenhuma energia solar poderia ser coletada de modo concebível por sondas e a umidade é de menos de 0,1%.

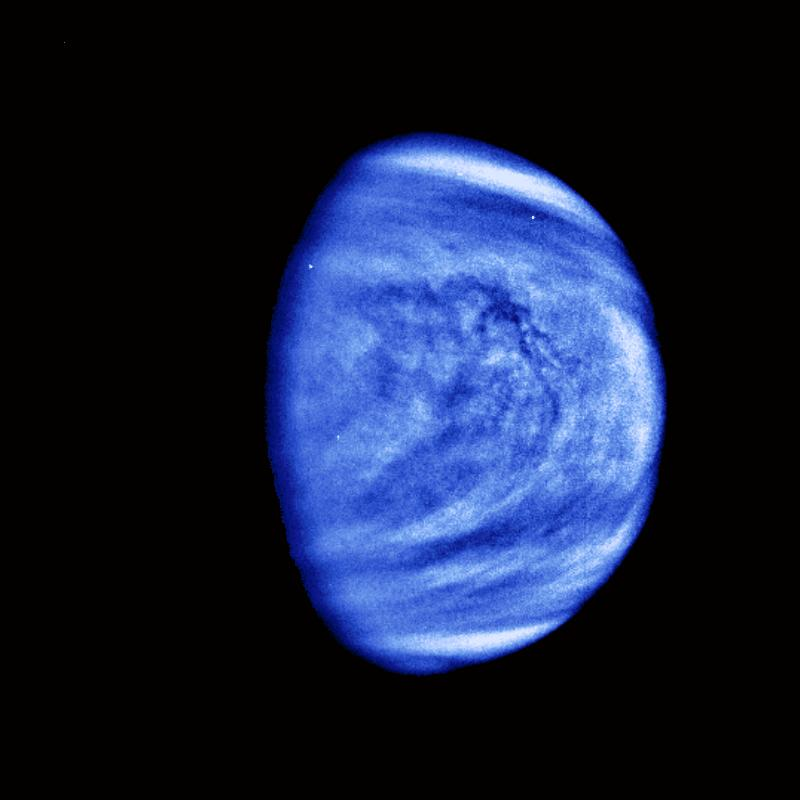
Fotografia de alto contraste e com filtro ultravioleta tirada pela sonda Galileo em direção ao planeta Júpiter na década de 1990 durante a passagem por Vênus.

O ácido sulfúrico é produzido na atmosfera superior por uma ação fotoquímica do Sol com o dióxido de carbono, dióxido de enxofre e vapor de água. Fótons de comprimento de onda inferior a 169 nm podem fotodissociar o dióxido de carbono em monóxido de carbono e oxigênio atômico. O oxigênio atômico é altamente reativo e ao reagir com o dióxido de enxofre, um dos componentes traço da atmosfera venusiana, resulta no trióxido de enxofre que pode se combinar com o vapor de água, outro componente em traços da atmosfera, formando o ácido sulfúrico.
CO2 → CO + O
SO2 + O → SO3
SO3 + H2O → H2SO4
As chuvas de ácido sulfúrico nunca atingem o solo pois são evaporadas pelo calor antes de atingi-lo num fenômeno conhecido como virga. Foi teorizado que atividades vulcânicas no início da história de Vênus liberaram enxofre na atmosfera e as altas temperaturas evitaram que o elemento ficasse preso em compostos sólidos na superfície como aconteceu na Terra.
As nuvens em Vênus são capazes de produzir raios tanto quanto as nuvens terrestres. A existência de raios tem sido controversa desde que as primeiras explosões suspeitas foram detectadas pelas sondas soviéticas Venera. Entretanto em 2006–2007 a Venus Express relatou a detecção de ondas eletromagnéticas que são associadas aos raios. O aparecimento intermitente indicava um padrão associado a atividades do clima, com uma taxa de raios que é pelo menos a metade da observada na Terra.
Em 2009, um proeminente ponto luminoso na atmosfera de Vênus foi observado por um astrônomo amador e fotografado pela Venus Express. Sua origem é atualmente desconhecida, com atividades vulcânicas na superfície sendo uma possível explicação.

## Possibilidade de vida
Devido às condições difíceis da superfície, pouco do planeta já foi explorado, além do fato de que a vida atualmente entendida pode não necessariamente ser a mesma em outras partes do universo, a extensão e tenacidade da vida na Terra por si só não tem sido demonstrada. Criaturas conhecidas como extremófilos existem na Terra, preferindo habitats extremos. Termófilos e hipertermófilos sobrevivem a temperaturas superiores ao ponto de ebulição da água, acidófilos em níveis de pH 3 ou menores, e poliextremófilos podem sobreviver em várias condições extremas, e muitos outros tipos de extremófilos existem na Terra.
Entretanto, a vida poderia existir fora da faixa extremófila no topo das nuvens, do mesmo modo que uma bactéria foi encontrada vivendo e se reproduzindo em nuvens terrestres, e tem sido proposto que a vida poderia existir na mesma área em Vênus. Micróbios na espessa e turva atmosfera poderiam se proteger da radiação solar pelos compostos de enxofre presentes no ar.
A atmosfera venusiana demonstrou ser o suficientemente fora de equilíbrio para requerer futuras investigações. Dados analisados das missões Venera, Pioneer e Magellan encontraram os compostos sulfeto de hidrogênio (H2S) e dióxido de enxofre (SO2) juntos na atmosfera superior. Os dois primeiros gases reagem entre si, implicando que existe uma fonte para produção deles.  Ademais, às vezes é negligenciado o fato de que uma das sondas Venera detectaram grandes quantidades de cloro pouco abaixo das nuvens venusianas.
Tem sido sugerido que micróbios nesta altitude poderiam absorver a luz ultravioleta do Sol como uma fonte de energia, que poderia ser uma possível explicação para pedaços escuros vistos em imagens de UV do planeta. Grandes partículas não-esféricas nas nuvens têm sido encontradas e sua composição ainda é desconhecida.

## Evolução

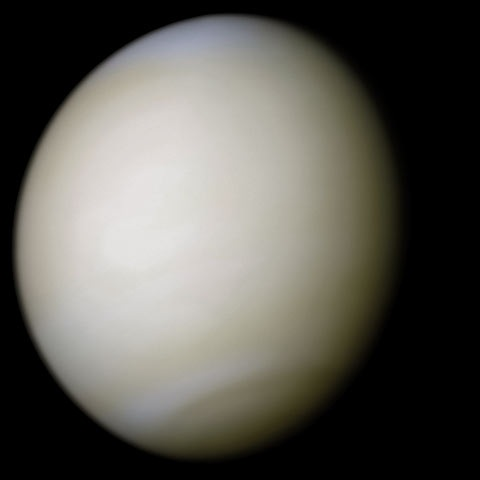
Atmosfera venusiana em cores reais, imagem capturada pela sonda Mariner 10

Existem duas hipóteses principais que explicam a formação de uma atmosfera planetária. A primeira delas é a teoria de acreção, supondo que a atmosfera tenha se originado pela presença de gases na composição dos planetesimais primitivos que teriam formado o planeta. A outra hipótese, de captura, sugere que os gases atmosféricos foram capturados de fontes externas: a nebulosa solar primitiva, cometas ou o vento solar. A primeira teoria é enfraquecida, contudo, pelos modelos atuais de solidificação dos planetas. Segundo esses modelos, algumas dezenas de milhões de anos após a consolidação do núcleo planetário deve ter-se formado uma crosta primitiva; porém, durante esse processo, deve ter-se produzido tamanho calor que os gases e líquidos voláteis devem ter sido perdidos para o espaço.
Outro problema para a teoria da acreção era que se supunha que durante a evolução solar a estrela atingiu o que se chama estágio T-Tauri, quando a contração do astro diminui ou cessa, e ele emite um poderoso fluxo de partículas ionizadas. Durante muito tempo se pensou que esse fluxo foi forte o bastante para dissipar qualquer atmosfera então existente nos planetas interiores do sistema, mas as pesquisas mais recentes indicam que o estágio T-Tauri pode aparecer antes da formação planetária, e destarte a evolução solar teria escassa participação na formação e retenção atmosférica de planetas telúricos.
Através de estudos da estrutura das nuvens presentes e geologia da superfície combinados com o fato de que a luminosidade solar aumentou em 25% ao longo de 3,8 bilhões de anos, acredita-se que há 4 bilhões de anos o planeta possuía água líquida na superfície, o que teria tido importantes consequências para a evolução de sua atmosfera, tornando-a semelhante à atmosfera terrestre. Não existem formas geológicas no planeta que sugiram a presença de água nos últimos bilhões de anos, entretanto não existem razões para supor que Vênus seja uma exceção ao processo que formou a Terra e deve ter tido água durante o início de sua história, possivelmente oriunda das rochas originais que formaram o planeta ou, depois, de cometas. A visão comum entre os cientistas pesquisadores é de que a água deve ter existido por aproximadamente 600 milhões de anos na superfície antes de evaporar, de qualquer forma alguns como David Grinspoon acreditam que até 2 bilhões de anos poderia ser plausível.
Vênus acabou perdendo toda a sua água, possivelmente por sua dissociação pela forte radiação solar, cindindo as moléculas em oxigênio, que se agregou às rochas, e hidrogênio, que foi jogado para o espaço. A surpreendente escassez de hidrogênio em Vênus apóia essa teoria. Outro resultado desse processo foi a concentração de dióxido de carbono na sua atmosfera, o que gerou um efeito estufa, responsável pela elevada temperatura superficial do planeta. O efeito estufa pode ter sido provocado pela evaporação da água da superfície e pelo aumento do nível dos gases de efeito estufa. A atmosfera venusiana tem então recebido bastante atenção para o estudo das mudanças climáticas na Terra.

## Observação e medição a partir da Terra

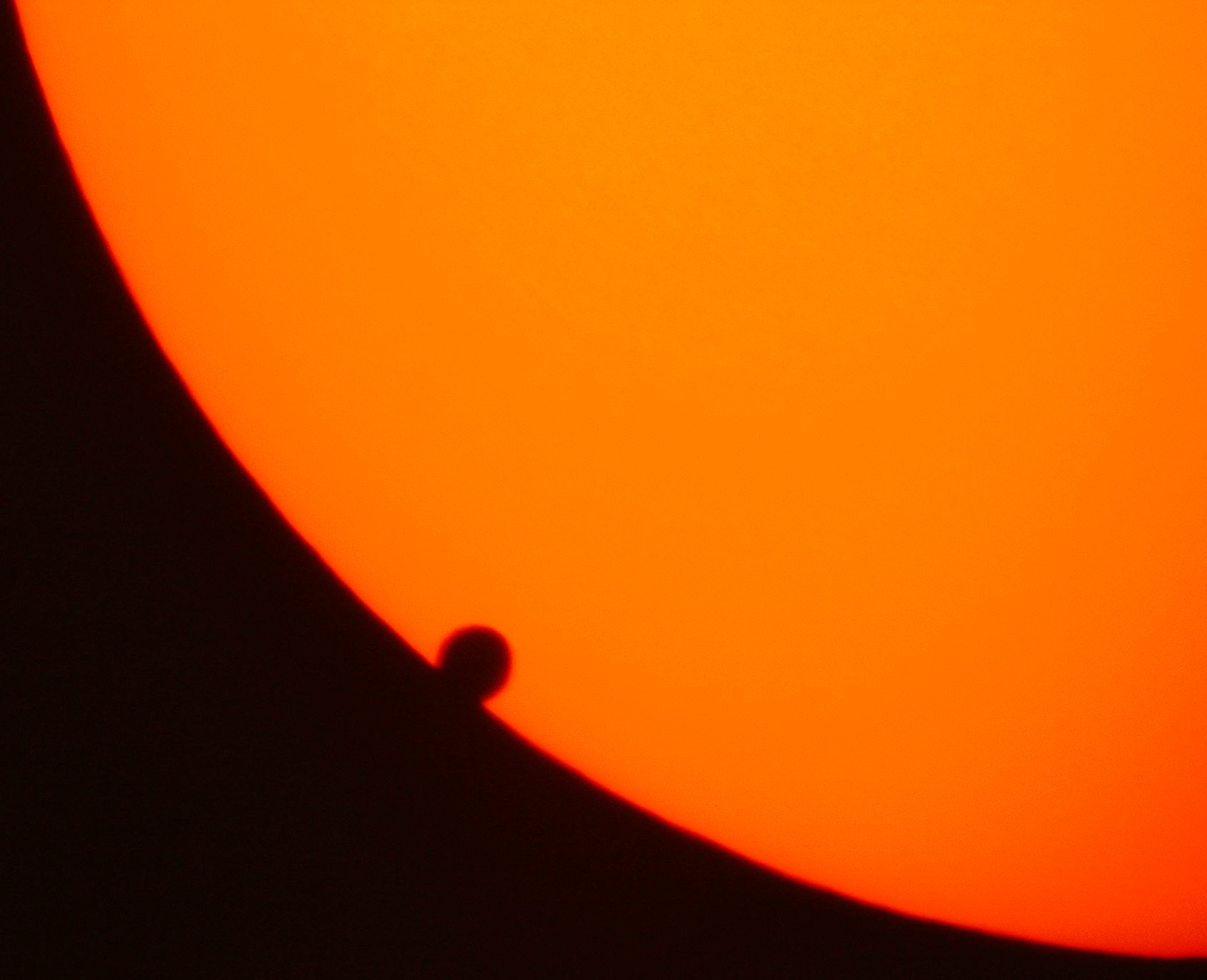
Trânsito de Vênus em 8 de junho de 2004, fornecendo informações valiosas sobre a atmosfera superior através de medições espectroscópicas a partir da Terra.

Em 1761, o polímata Mikhail Lomonosov observou um anel de luz envolvendo Vênus à medida que transitava o sol e concluiu que o planeta tinha uma atmosfera. Em 1940, Rupert Wildt calculou que a quantidade de CO2 na atmosfera venusiana deveria aumentar a temperatura da superfície acima do ponto de ebulição da água. Isto foi confirmado quando a Mariner 2 realizou medições radiométricas da temperatura em 1962. Em 1967, a Venera 4 confirmou que a atmosfera consistia basicamente de dióxido de carbono.
A atmosfera superior de Vênus pode ser medida a partir da Terra quando o planeta cruza o disco solar em um raro evento conhecido como trânsito de Vênus. O último trânsito de Vênus ocorreu em 2004. Utilizando a espectroscopia astronômica quantitativa, cientistas foram capazes de analisar a luz solar que atravessou a atmosfera do planeta para revelar os compostos químicos em sua constituição. Como a técnica para analisar a luz para descobrir informações da atmosfera do planeta só demonstrou seus primeiros resultados em 2001, esta foi a primeira oportunidade de adquirir resultados conclusivos por este método na atmosfera de Vênus desde que as observações de trânsito solar começaram. Este trânsito solar foi uma rara oportunidade considerando a falta de informações da atmosfera entre 65 e 85 km. O trânsito solar de 2004 permitiu que astrônomos obtivessem uma grande quantidade de dados úteis não somente para determinar a composição da atmosfera de Vênus, mas também para refinar as técnicas usadas na busca de planetas extrassolares. A atmosfera predominante de CO2 absorve a radiação do infravermelho próximo, facilitando a observação. Durante a observação de 2004, a absorção da atmosfera em função do comprimento de onda revelou propriedades dos gases nestas altitudes. O efeito Doppler dos gases também permitiu modificar padrões para serem medidos.
O trânsito solar de Vênus é um evento extremamente raro, e o último trânsito antes de 2004 foi em 1882. Apesar do próximo trânsito ser em 2012, o seguinte será em 2117.

## Exploração futura

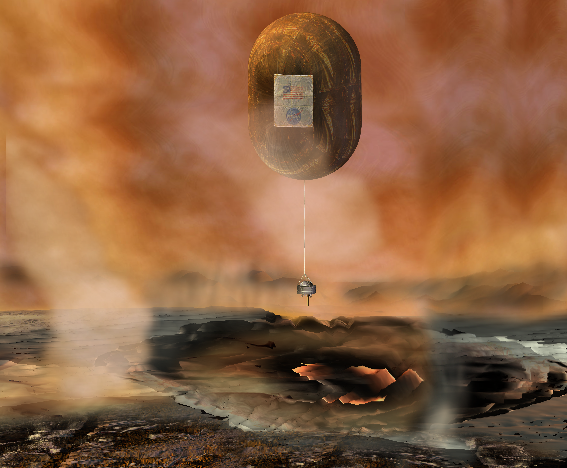
Venus In-Situ Explorer proposta pelo programa Novas Fronteiras da NASA.

A espaçonave europeia Venus Express encerrou sua missão na órbita de Vênus em 2015 ao entrar na atmosfera do planeta. A sonda Akatsuki da Agência Japonesa para Exploração Aerospacial (JAXA) que foi lançada em maio de 2010 tem a intenção de estudar o planeta por um período de dois anos, incluindo a estrutura e atividade da atmosfera, mas falhou ao entrar na órbita venusiana em dezembro de 2010. Em 2015, a sonda conseguiu, depois de um período de hibernação de 5 anos de órbita heliocêntrica, entrar na órbita de Vênus. Uma das cinco câmeras conhecida como "IR2" está medindo a atmosfera do planeta  debaixo das espessas nuvens, além da movimentação e distribuição dos componentes traço. Com uma órbita variando de 400 a 400 mil km ela é capaz de tirar fotos próximas do planeta e deverá também confirmar a presença tanto de vulcões quanto de relâmpagos.
A Venus In-Situ Explorer, proposta pelo programa Novas Fronteiras da Agência Espacial Estadunidense (NASA), tem o objetivo de ajudar a entender os processos no planeta que levam a mudanças climáticas, assim como pavimentar o caminho para novas missões.
Outra nave denominada Venus Mobile Explorer tem sido proposta pelo Venus Exploration Analysis Group (VEXAG; Grupo de Análise da Exploração de Vênus) para a estudar a composição e medições isotópicas da superfície e atmosfera por aproximadamente 90 dias. A data de lançamento ainda não foi definida.

### Missões propostas
Após as missões anteriores terem descoberto a realidade na natureza áspera da superfície, as atenções se voltaram para outros astros como Marte. Entretanto, algumas propostas foram feitas recentemente e muitas destas envolvem o pouco que se sabe da atmosfera superior. O programa soviético Vega em 1985 lançou dois balões na atmosfera, mas estes eram alimentados por bateria que duraram por apenas dois dias terrestres antes de se esgotarem a energia. Desde então não têm sido feitas explorações da atmosfera superior. Em 2002 a empreiteira Global Aerospace propôs um balão que seria capaz de permanecer na atmosfera superior por centenas de dias terrestres.
Um flyer solar também tem sido proposto por Geoffrey A. Landis em substituição ao balão, e a ideia tem sido destacada de tempos em tempos desde o ano 2000. Vênus tem um alto albedo, e reflete a maioria da luz solar fazendo a superfície escura e a atmosfera superior a 60 km tem uma intensidade solar de mais de 90%, o que significa que um painel solar na parte de cima e de baixo da nave poderiam ser utilizado com quase a mesma eficiência. Adicionalmente, a gravidade levemente menor, a alta pressão atmosférica e a rotação lenta permitindo energia solar perpétua torna esta parte do planeta ideal para exploração. O flyer proposto iria operar melhor em uma altitude onde a luz solar, a pressão atmosférica e a velocidade do vento iriam mantê-la no ar perpetuamente, com pequenas inclinações para baixo durante algumas horas e depois retornando a altitudes superiores. O ácido sulfúrico nas nuvens a esta altura não seria uma ameaça para uma nave adequadamente protegida, esta flyer solar então seria capaz de medir a área entre 45 km e 60 km indefinidamente, enquanto um erro mecânico ou problemas não previstos não causarem a falha da missão. Landis também propôs que rovers similares ao Spirit e Opportunity poderiam possivelmente explorar a superfície, com a diferença de que os rovers na superfície seriam controlados por sinais de rádio em computadores localizados nos flyers acima, precisando somente de partes tais como motores e transistores para resistir às condições da superfície, e não partes fracas envolvendo microeletrônicos que não poderiam ser resistentes ao calor, pressão e condições de acidez.